# Markus Kronthaler

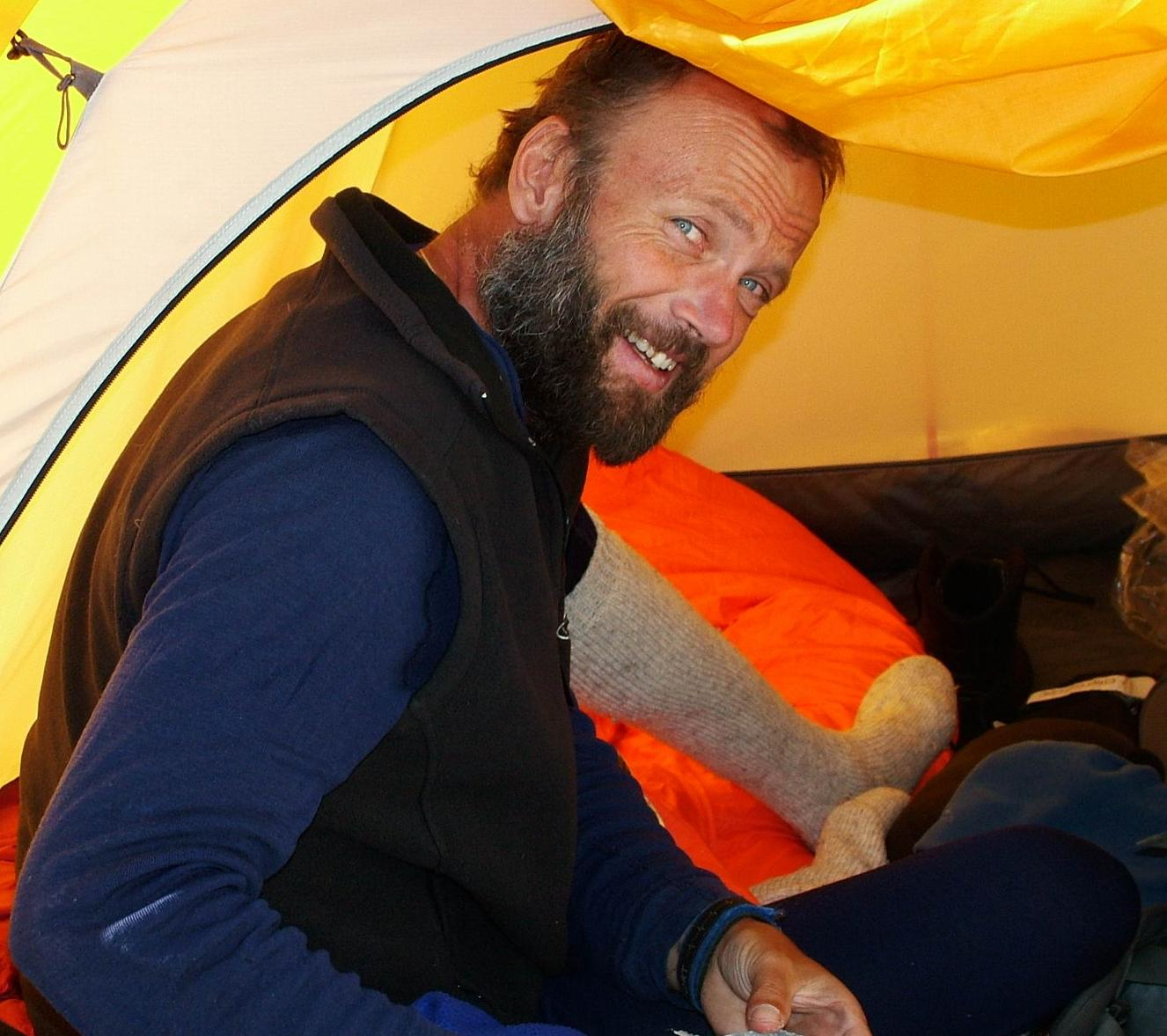
Markus Kronthaler im Lager 1 am Nanga Parbat 2004

Markus Kronthaler (* 5. April 1967 in Kufstein; † 8. Juli 2006 am Broad Peak, Pakistan) war ein österreichischer Bergführer und Höhenbergsteiger.

## Alpinistisches Leben

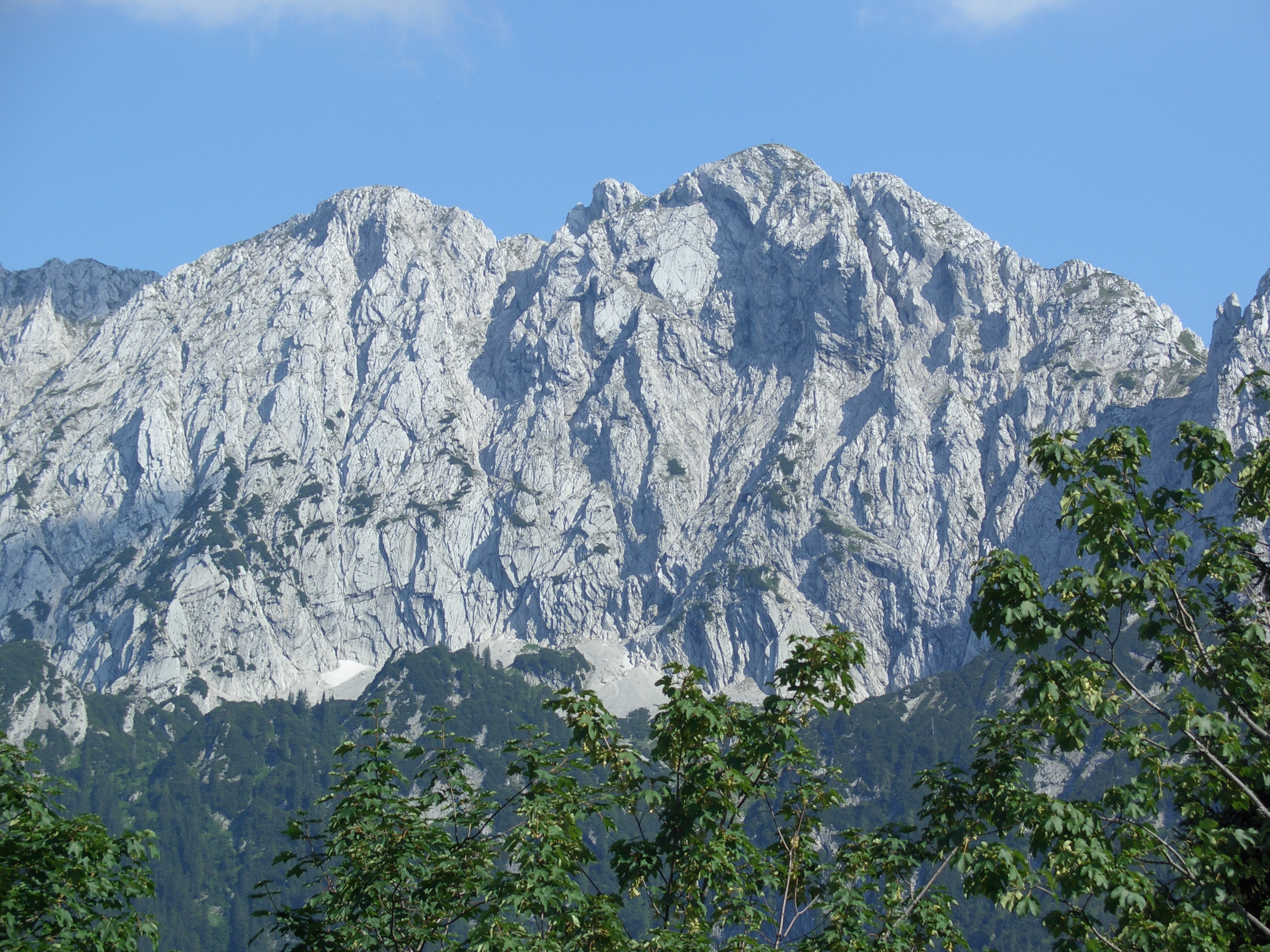
Der Wilde Kaiser

Bereits im Alter von 15 Jahren kletterte Kronthaler schwierige Routen in den Kletterbergen des Wilden Kaisers. Nach einer Kaufmannsausbildung wurde er 1986 bei einem Lawinenabgang am Wilden Kaiser verschüttet. Aufgrund dieser Erfahrung begann er mehrjährige Ausbildungskurse, die er als staatlich geprüfter Berg- und Skiführer abschloss. Von 1988 bis 2003 gehörte er der Bundesgendarmerie als Alpingendarm an. Nach einer schwierigen Bergrettungsaktion wurde ihm 1999 die österreichische Lebensrettermedaille verliehen. Ab 2003 war er hauptberuflich als Bergführer in Kufstein tätig.
Immer mehr zog es ihn zum Höhenbergsteigen. Als besonders wichtig erschien ihm, alpinhistorische Ereignisse aufzuarbeiten und in die Fußstapfen von Wegbereitern des Extrembergsteigens zu treten. Mediale Interessen, kommerziellen Erfolg oder neue Rekorde verfolgte er dabei nicht. Nur durch seine zahlreichen Multimedia-Vorträge erlangte er breitere Bekanntheit. Am 4. Mai 2005 wurde er von der Stadt Kufstein zum Sportler des Jahres 2004 geehrt.
Am 7. Januar 2006 zog er sich am Totenkirchl bei einem Absturz mit einer Schneewechte über 100 Meter eine Brustkorbprellung und weitere Verletzungen zu. Sein Überleben hatte er nur dem Umstand zu verdanken, dass er zwischen Felsen auf ausreichend Neuschnee fiel. Dieser Unfall hielt ihn nicht davon ab, weiter nach seinen Grenzen zu suchen.

## Expeditionen

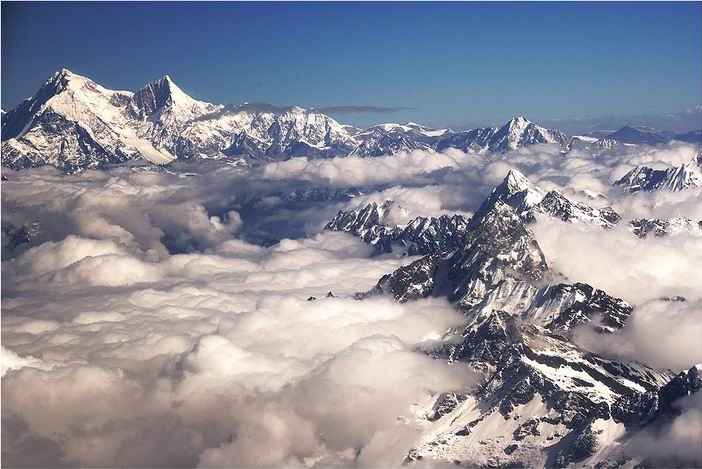
Luftaufnahme des Shishapangma (links)

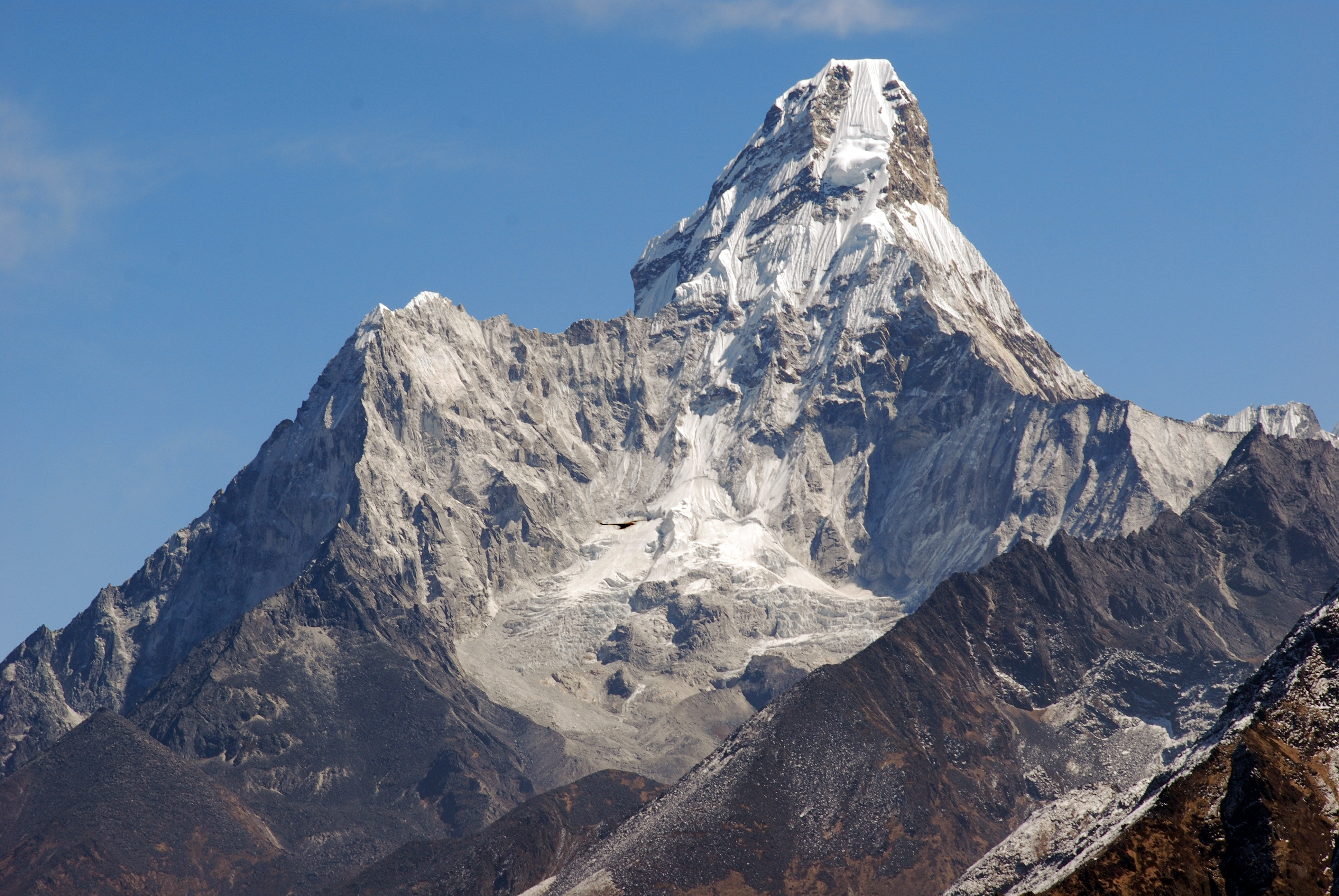
Die Ama Dablam

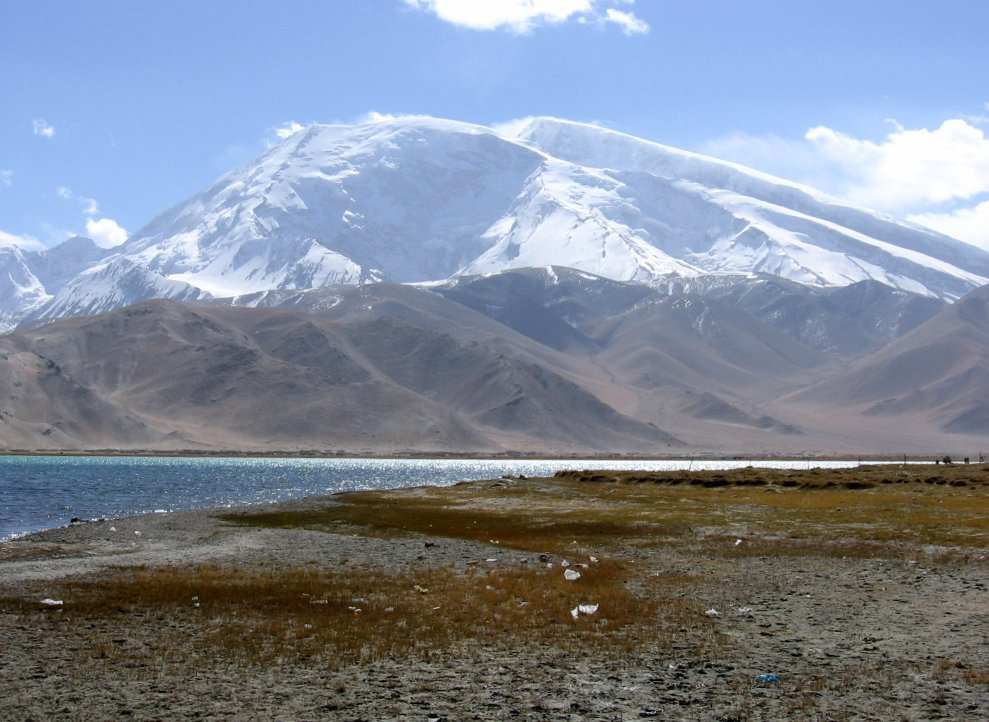
Der Mutztagata

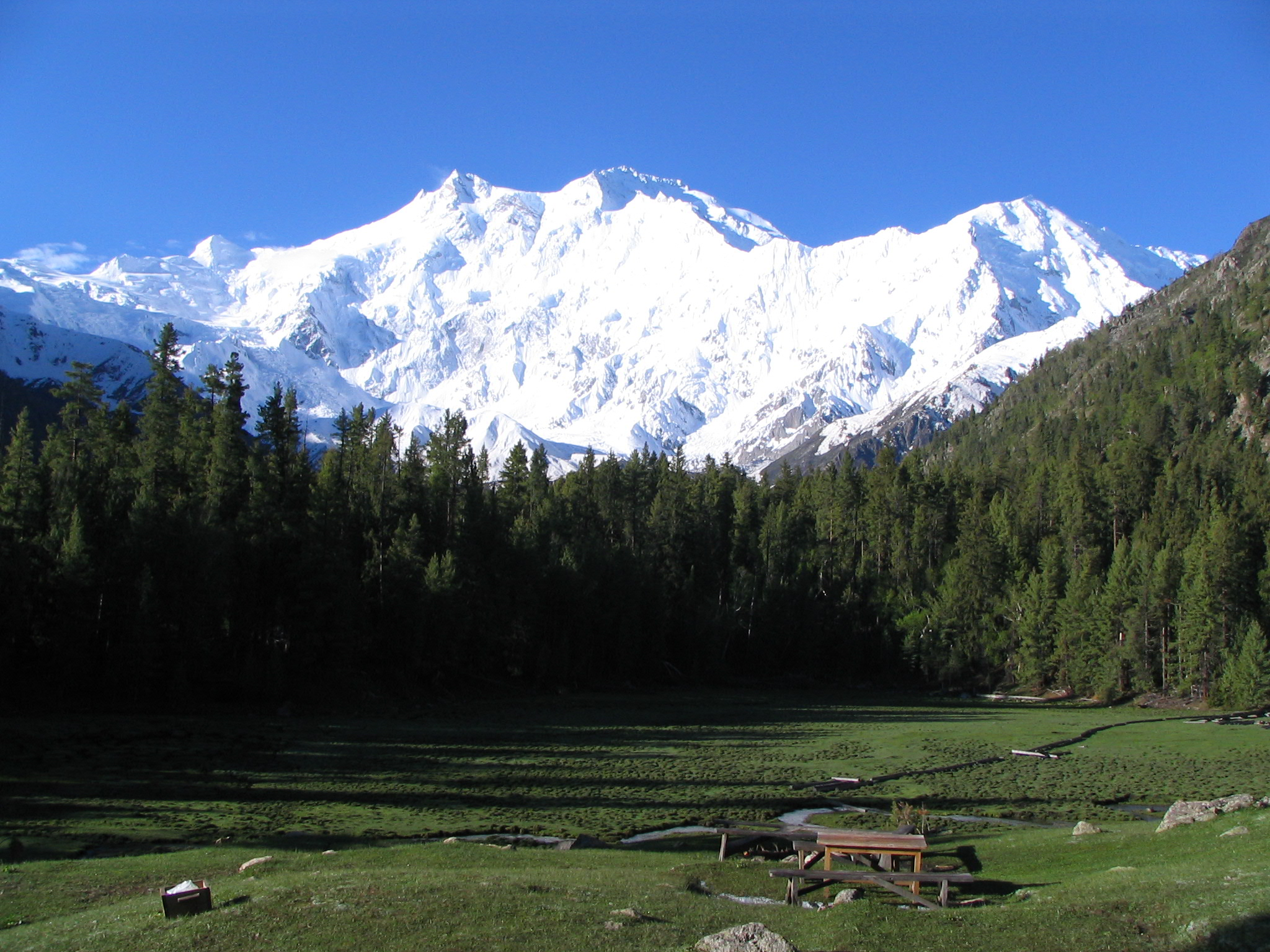
Der Nanga Parbat von der Märchenwiese aus

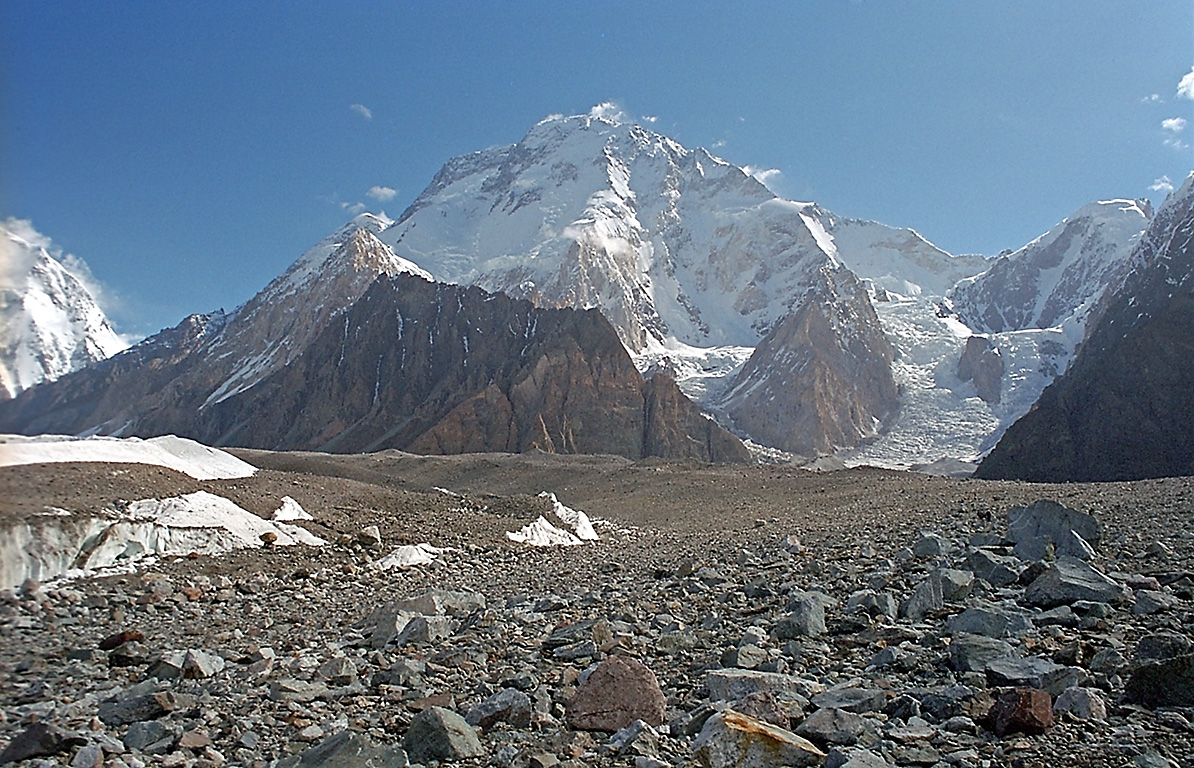
Der Broad Peak von Concordia aus gesehen

Im Jahre 2000 durfte Kronthaler an der vierköpfigen österreichischen Gendarmerie-Bergführer-Expedition zum Shishapangma teilnehmen. Dabei wurden auch soweit möglich Ski verwendet. Kronthaler erreichte den Mittelgipfel des Achttausenders. Der Hauptgipfel wurde nicht erreicht.
Es folgte im Jahre 2002 eine erfolgreiche Besteigung der Ama Dablam.
Das Jahr 2004 stand im Zeichen der Besteigung des Nanga Parbat. Die sechsköpfige österreichische Nanga Parbat-Edelweißexpedition 2004 zum „Schicksalsberg der Deutschen“ wurde von Kronthaler selbst geleitet. Hintergrund war eine „bergsteigerische“ Aufarbeitung der historischen Nanga-Parbat-Expeditionen von 1932 bis 1939 und 1953, sowie  der Person Peter Aschenbrenner, der zusammen mit Erwin Schneider der einzige Überlebende der Deutschen Nanga-Parbat-Expedition 1934 war. Zuvor sollte der Muztagata bestiegen werden. Wegen anhaltend schlechten Wetters konnte jedoch nur eine Höhe von ca. 7400 m erreicht werden. Die Witterungsbedingungen in der Kinshofer-Route der Diamirflanke des Nanga Parbat, des meistbegangenen Weges, waren ebenso ungünstig. Das Weiterkommen beim Aufstieg verzögerte sich und zwang Kronthaler bei Hereinbrechen der Nacht, hundert Meter unter dem Gipfel umzukehren. Eine sächsische Bergsteigergruppe, die den Gipfel im Dunkeln erreichte, geriet in Bergnot. Ein Bergsteiger starb bei einem Absturz während des Abstieges, zwei andere verirrten sich und wurden am Ende ihrer Kräfte aufgefunden. Kronthaler und seine Gruppe blieben einen Tag und eine Nacht länger in der Todeszone auf Lager 4, um die schwer angeschlagenen deutschen Bergsteiger zu versorgen und ins Tal zu bringen. Die unterschiedlichen Meldungen und Darstellungen der Ereignisse lösten teils heftige mediale Reaktionen aus. Kronthaler verarbeitete diese Erlebnisse verbunden mit akribischen historischen Nachforschungen in vielbeachteten multimedialen Vorträgen in Österreich und Deutschland.
Am 21. Mai 2006 brach Kronthaler auf, um den Broad Peak und die Chogolisa im Laufe der Expedition Auf den Spuren von Hermann Buhl zu besteigen. Das zehnköpfige Team bestand aus erfahrenen Bergführern und Bergrettern. Da auch diese Expedition von schlechtem Wetter geprägt war, musste die Besteigung der Chogolisa vorzeitig aufgegeben werden. Erst nach wochenlangem Belagern des Broad Peak und kurz vor Auslaufen des Besteigungspermits brach Kronthaler gemeinsam mit Sepp Bachmair und Peter Ressmann in der Nacht vom 5. auf den 6. Juli 2006 von Lager 3 (ca. 6950 m) zum Gipfel auf. Um Gewicht für den Aufstieg zu sparen, ließen sie sämtliches Wasser und Verpflegung im Lager zurück. Peter Ressmann erreichte den Vorgipfel am 6. Juli um ca. 17 Uhr, den Hauptgipfel rund eine Stunde später. In der Nacht gelangte er noch zum Lager 3 zurück, wobei er ab ca. 7500 m mit Skiern abfuhr. Im Abstieg war er unterhalb des Vorgipfels auf Kronthaler und Bachmair getroffen, die in einer Schneehöhle biwakierten (ca. 7950 m). Beide setzten am nächsten Morgen den Aufstieg fort, doch kam besonders Kronthaler aufgrund von Wassermangel nur mehr sehr langsam voran, sodass sie den Hauptgipfel am 7. Juli erst zwischen 15 und 15.30 Uhr erreichten. Beim Abstieg verschlechterte sich Kronthalers Zustand rapide. Trotz zahlreicher Versuche Bachmairs, Kronthaler durch Stützen, Tragen oder Ziehen vorwärts zu bewegen, gelang es ihnen während der Nacht nicht mehr, die Gegensteigung zum Vorgipfel zu überwinden. Am Morgen des 8. Juli verstarb Kronthaler an Erschöpfung und Flüssigkeitsmangel am Gipfelgrat des Broad Peak. Bachmair schaffte es noch alleine bis auf ca. 7800 m. Beim weiteren Abstieg ins Basislager erhielt er Unterstützung durch den polnischen Bergsteiger Piotr Morawski und den spanischen Arzt Jorge Egocheaga. Morawski brach zur Hilfeleistung seinen Gipfelaufstieg sofort ab, erreichte aber zwei Tage später noch allein den Gipfel. Egocheaga hatte erst zwei Tage zuvor die Besteigung des Broad Peak in 21 Stunden absolviert und war, um zu helfen, nochmals in acht Stunden vom Basislager bis auf eine Höhe von ca. 7300 m aufgestiegen. Eine Bergung des Leichnams von Kronthaler war nicht möglich; er wurde am Berg zunächst unbestattet zurückgelassen. Die Expedition und der Tod Markus Kronthalers wurden von Jochen Hemmleb im Buch Broad Peak – Traum und Albtraum dokumentiert.

## Bergungsexpedition
Ein Jahr später, am 17. Juni 2007, brach Georg Kronthaler, der Bruder von Markus Kronthaler, mit einem fünfköpfigen Team zur Bergung der Leiche zum Broad Peak auf. Im Laufe der Expedition wurde in Urdukas eine Gedenktafel angebracht. Glücklicherweise waren zeitgleich mehrere Expeditionen am Berg, sodass der Bergungsmannschaft größere Sicherheit geboten werden konnte. Trotz widriger Witterungsverhältnisse gelang es dem Team am 20. Juli mit maßgeblicher Unterstützung von pakistanischen Helfern, die Leiche Markus Kronthalers zu bergen, was die bisher höchste Bergung eines Leichnams war. Mit einem speziell für dieses Vorhaben entwickelten Bergesack konnte die Leiche etappenweise ins Basislager auf ca. 5000 m gebracht werden. Kronthaler wurde Anfang August 2007 nach Österreich überführt, eingeäschert und in Kufstein bestattet.
Nach dieser Expedition hat Georg Kronthaler die Markus Kronthaler Mountain Rescue Foundation gegründet. Durch sie sollen verschiedene soziale Projekte verwirklicht, aber vor allem pakistanische Bergführer bei der Ausbildung zu Bergrettern unterstützt werden.
Georg Kronthaler war erster Preisträger des von der „Fritz Roth Stiftung“ vergebenen „Medienpreises für Zivilcourage“, der Personen ehrt, die sich in ungewöhnlicher Form mit Trauer befasst haben.